# Linda Mackenzie
Linda June Mackenzie OAM (* 14. Dezember 1983 in Mackay) ist eine australische Freistilschwimmerin.

## Werdegang
Linda Mackenzie startet für den Club Mackay/AIS, seit 2003 auch international für ihr Heimatland. Bei den Weltmeisterschaften 2003 in Barcelona gewann sie mit der australischen 4 × 200-m-Freistilstaffel die Silbermedaille. In Athen startete Mackenzie im Rahmen der Olympischen Spiele 2004 in vier Rennen: Über 200 und 800 m Freistil scheiterte sie in den Vorläufen. Auf ihrer Paradestrecke, den 400 m Freistil, erreichte sie das Finale, in dem sie Siebte wurde. Mit der 4 × 200-m-Freistilstaffel verpasste sie als Viertplatzierte knapp den Gewinn einer Medaille. Mehr Erfolg hatte sie mit der Staffel im Jahr darauf bei den Weltmeisterschaften in Montreal, wo die australische Staffel die Silbermedaille erschwamm. Über 400 m belegte sie Rang sechs, über 200 m Rang acht. Wichtigstes Ereignis für Mackenzie im Jahr 2006 wurden die Pan-Pazifischen Meisterschaften in Victoria. Sowohl über 200 m als auch mit der 4 × 200-m-Freistilstaffel konnte sie die Silbermedaille erringen. Bronze kam mit der 4 × 100-m-Freistilstaffel hinzu, über 400 m Rang sechs.
Wenig erfolgreich verliefen die Weltmeisterschaften 2007 in Melbourne. Mackenzie wurde Achte über 400 m Freistil; über 200 m schied sie im Halbfinale aus. In die Erfolgsspur fand die Australierin 2008 zurück. Bei den Olympischen Sommerspielen 2008 in Peking schied sie zwar über 400 m Freistil schon im Vorlauf aus, erreichte aber über 200 m das Halbfinale. Mit Stephanie Rice, Bronte Barratt und Kylie Palmer gewann Mackenzie am 14. August in der Weltrekordzeit von 7:44,31 Minuten die Goldmedaille mit der 4 × 200-m-Freistilstaffel.
Für ihre Verdienste um den Sport als Goldmedaillengewinnerin bei den Olympischen Spielen 2008 in Peking wurde sie 2009 mit der Medaille des Order of Australia ausgezeichnet.

## Rekorde
| Weltrekorde (1)                                | Weltrekorde (1) | Weltrekorde (1) | Weltrekorde (1) |
| ---------------------------------------------- | --------------- | --------------- | --------------- |
| 4 × 200 m Freistil (mit Rice, Barratt, Palmer) | 07:44,31 min    | 14. August 2008 | Peking          |
| (Stand: 14. August 2008)                       |                 |                 |                 |